# 東日本国際大学
東日本国際大学（ひがしにっぽんこくさいだいがく、英語: Higashi Nippon International University）は、福島県いわき市平鎌田字寿金沢37に本部を置く日本の私立大学。1903年創立、1995年大学設置。大学の略称は東日大、国際大。

## 概要
いわき短期大学商経科を改組・転換して開学した儒学系の大学であり、孔子の教えを建学の精神としている。理事長は緑川浩司、総長は吉村作治。
大学が所在するいわき市は、東日本大震災とそれに伴う福島第一原子力発電所事故で大きな被害を受けた福島県東部の浜通り地区にあり、大学が設置した福島復興創世研究所はそうした問題への対応を研究する。
2015年に文部科学省の「地（知）の拠点大学による地方創生推進事業（COC+事業）」に、福島大学が「ふくしまの未来を担う地域循環型人材育成の展開」で採択を受け、東日本国際大学も事業協働機関として参画している。なお、この事業では、学生の地元就職率の10％アップなどを目標に掲げ、福島県内の高等教育機関と県をはじめとする福島県内の自治体・企業等18機関が協働している。
近年はアジア圏だけでなくヨーロッパ圏でも研修を行っていて、2016年2月からはイギリスのカンタベリー・クライスト・チャーチ大学で海外研修を実施している。
2016年7月、文部科学省が公募した大学教育再生加速プログラム（AP）のテーマⅤ｢卒業時における質保証の取組みの強化｣で、大学の取組みが採択された。なお、全国 116 件（私立大学 54 件）の応募に対し、採択は19 件（私立大学 8 件：福島県内は東日本国際大学のみ）であった。
2021年3月には、文部科学省公募の競争的補助金『デジタルを活用した大学・高専教育高度化プラン（取組①「学修者本位の教育の実現」）』において、東日本国際大学の取組「学修成果物の機械学習を利用した横断的分析による概念把握アセスメントの高度化」が採択された。
この競争的補助金は「デジタル技術を積極的に取り入れ（……）ポストコロナ時代の高等教育における教育手法を具体化し、その成果の普及を図ることを目的」（文部科学省 選定結果公開委文書より）とするもので、全国の大学、短大、国立高専から252件の申請があり、54件が採択されている（国公立大学29、私立大学24、国立高専1）。尚、東北地方の大学等では唯一の採択となっている。
学生の就職支援にも力を入れていて、エクステンションセンターでは資格取得や公務員試験対策の講座を開講。キャリアセンターでは1年次から就職活動に関する様々なサポートを行っている。
硬式野球部は、1996年より南東北大学野球連盟に加盟し実力校でもある。全日本大学野球選手権大会に多数回出場し、2007年、2024年にはベスト4（エースの藤井優矢は最優秀投手賞を受賞）、2008年にはベスト8という成績を残している。弓道部は、2013年に第61回全日本学生弓道選手権大会で女子団体優勝、男子団体3位。第61回全日本学生弓道王座決定戦で準優勝、第37回全日本学生弓道女子王座決定戦では優勝している。
また、柔道部、卓球部、バドミントン部も、東北地区大会では幾度も優勝・入賞という成績を収めており、全国大会への常連校となっている。サッカー部は2014年4月より元サンフレッチェ広島GMの高田豊治をサッカー部総監督に迎え、2017年10月には東北地区大学サッカーリーグ1部への昇格を決めた。

## 沿革
- 1903年 - 田邊新之助により私立東京開成中学校内（東京市神田淡路町）に開成夜学校として設立
- 1966年 - 福島県いわき市に昌平黌短期大学を開学
- 1972年 - 法人名を「学校法人昌平黌」へ改称。昌平黌短期大学をいわき短期大学へ改称
- 1979年 - いわき短期大学に幼児教育科を設置
- 1989年 - 大成殿を再び建立し、中華民国（台湾）より孔子第77代直裔孔徳成を迎え、釈奠を行う
- 1991年 - 大成至聖先師孔子祭典を開催。昌平学園創立90周年記念式典を開催。いわき短期大学設立25周年記念式典を開催

### 短大から四大改組
- 1995年 - いわき短期大学商経科第一部・第二部を改組転換して、東日本国際大学経済学部を設置
- 1997年 - 湯島聖堂後援の下、昌平黌創建200年祭開催
- 2000年 - 東日本国際大学附属昌平中学・高等学校を設置。大成至聖先師孔子祭典、21世紀儒学文化に関する国際会議を開催
- 2002年 - 東日本国際大学福祉環境学部を設置。昌平中学創立100周年記念行事を開催。国際儒学シンポジウムを開催
- 2010年 - 大成至聖先師孔子祭を開催。いわき短期大学創立45周年記念式典を開催。東日本国際大学創立15周年記念式典を開催
- 2013年 - 学校法人昌平黌創立110周年記念式を開催
- 2014年 - 中華民国より孔子第79代直裔孔垂長を迎え、釈奠を行う。地域振興戦略研究所を設立
- 2015年 - エジプト考古学研究所を設立
- 2016年 - 東日本国際大学設立20周年記念式典を開催。経済情報学部を経済経営学部に改組。福祉環境学部を健康福祉学部に改組
- 2018年 - 健康福祉学部社会福祉学科に介護福祉コースを設置
- 2019年 - 健康社会戦略研究所を設立
- 2023年 - 学校法人昌平黌創立120周年記念式をいわき芸術文化交流館アリオスで開催 [3]

## 学部・学科
- 経済経営学部
  - 経済経営学科
    - 企業経営コース
    - 経済・金融コース
    - 公務員・教職コース
    - グローカル人財育成コース
    - スポーツマネジメントコース
    - AI・情報システムコース
    - 観光マネジメントコース
    - エジプト考古学マネジメントコース
    - デジタルコミュニケーションコース

- 健康福祉学部
  - 社会福祉学科
    - ソーシャルワークコース（社会福祉士、精神保健福祉士）
    - スポーツ健康コース
    - 心理福祉コース
    - 介護福祉コース（介護福祉士）

## 附属研究所
- エジプト考古学研究所
- グローカル人財育成研究所
- 健康社会戦略研究所
- 地域振興戦略研究所
- 東洋思想研究所
- 比較文化研究所
- 福島復興創世研究所
- 森田実地球文明研究所

## キャンパス
本部
福島県いわき市平鎌田
早稲田キャンパス
東京都新宿区西早稲田の昌平黌ビル（エジプト考古学ビル）に早稲田キャンパスがある

## 学生生活

### クラブ・サークル活動

#### 強化指定部
- 硬式野球部
- 柔道部
- サッカー部
- 弓道部
- 卓球部
- バドミントン部
- 吹奏楽部

#### サークル
- 写真部
- 手話コーラスサークルひまわり
- 籠球部

## 対外関係

### 地方自治体との協定
- いわき市[4]
- 広野町[5]

### 教育機関との協定

#### 国内大学
- 放送大学[6]

※2023年1月まで本部キャンパス内に放送大学のいわきサテライトスペースが存在した（2023年3月よりいわき市社会福祉センター内に移転）
- 大正大学[7]
- 長崎大学[8]

#### 高等専門学校
- 福島工業高等専門学校[9]

## 大学関係者と組織

### 大学関係者一覧

#### 理事長・副理事長
- 緑川浩司[10][11]：学校法人昌平黌理事長
- 緑川明美[12]：学校法人昌平黌副理事長

#### 総長・理事・名誉学長・学長・短大学長・副学長
- 吉村作治：学校法人昌平黌総長・理事・教授、エジプト考古学者、早稲田大学名誉教授
- 森田実：名誉学長、政治評論家（2023年2月7日90歳で死去）
- 吉野公喜：名誉学長
- 中山哲志[13]：学長・理事・教授
- 中村隆行[14]：いわき短期大学学長・評議員・教授、元福島工業高専校長
- 田久昌次郎：理事、いわき短期大学学長顧問
- 唐木義則：理事、東日本国際大学附属昌平中高顧問
- 福迫昌之[15]：副学長・理事・教授
- 青木康晋[16]：副学長・教授、元朝日新聞出版社長

#### 教職員
- 二階俊博：名誉教授、元衆院議員、元自民党幹事長
- 林幹雄：客員教授、元衆院議員、元経済産業大臣
- 内田広之：元地域振興戦略研究所長、現いわき市長
- 高田豊治：サッカー部総監督、教授、元Jヴィレッジ副社長、元札幌マツダ/アンフィニ札幌監督、元サンフレッチェ広島育成部長、広島県サッカー殿堂表彰[17]
- 松岡幹夫：東洋思想研究所長
- 山脇直司：東洋思想研究所社会哲学部門長、東京大学名誉教授
- 陳日華：東洋思想研究所客員研究員
- Def Tech Micro：東洋思想研究所客員教授
- 中西進：比較文化研究所所長、国際日本文化研究センター名誉教授
- 佐藤優：客員教授、作家、元外務省主任分析官
- 中島岳志：客員教授、東京工業大学教授
- 開沼博：客員教授、東京大学大学院准教授
- 白石真澄：客員教授、関西大学教授
- 中野信子：特任教授、脳科学者
- 福田徹[18]：特任教授、福田総合研究所社長
- 長瀬賢弘[19]：いわき短大教授、ピアニスト
- 高安千穂：理事長アドバイザー、キャリアカウンセラー
- 高梨由美：地域連携研究センター客員研究員

### 著名な出身者
- 粟津凱士 (プロ野球埼玉西武ライオンズ選手)
- 片岡奨人 (元プロ野球北海道日本ハムファイターズ選手)
- 船迫大雅（プロ野球読売ジャイアンツ選手、2024年セ・リーグ新人王）
- 大山凌 (プロ野球福岡ソフトバンクホークス選手)
- 星美穂（お笑い芸人）

## 系列校
- いわき短期大学
- 東日本国際大学附属昌平中学・高等学校
- いわき短期大学附属幼稚園